# Zaiți, Cernihiv
Zaiți (în ucraineană Зайці) este un sat în comuna Levkovîci din raionul Cernihiv, regiunea Cernihiv, Ucraina.

## Demografie
Componența lingvistică a localității Zaiți
     Ucraineană (96,12%)
     Rusă (3,24%)
     Alte limbi (0,65%)
Conform recensământului din 2001, majoritatea populației localității Zaiți era vorbitoare de ucraineană (96,12%), existând în minoritate și vorbitori de rusă (3,24%).